# 紹定
紹定（しょうてい）は、中国・南宋の理宗の治世に使用された元号。1228年 - 1233年。

## 西暦等との対照表
| 紹定 | 元年   | 2年    | 3年    | 4年    | 5年                 | 6年    |
| 西暦 | 1228年 | 1229年 | 1230年 | 1231年 | 1232年              | 1233年 |
| 干支 | 戊子   | 己丑   | 庚寅   | 辛卯   | 壬辰                | 癸巳   |
| 金   | 正大5  | 正大6  | 正大7  | 正大8  | 正大9 開興元 天興元 | 天興2  |
| 西夏 | 宝義3  | -      | -      | -      | -                   | -      |

## 出来事
- 宝慶3年
  - 11月6日：翌年より踰年改元の詔が下る。
- 紹定元年
  - 8月：李全がモンゴルを裏切って楚州に還る。
  - 11月27日：皇城出入りをさらに厳しく扱う詔勅が出る。
- 紹定2年
  - 4月23日：郡県官の欠位に芸術人・豪民・元役人が補任されることを禁ずる詔勅が出る。
- 紹定3年
  - 閏2月10日：臨安の皇城に潜入した放火犯を磔刑に処する。
  - 4月18日：漳州にて盗賊が起こる。
  - 12月3日：李全が再び反逆して揚州を攻める。
- 紹定4年
  - 正月15日：李全を誅す。
  - 6月4日：真徳秀・魏了翁の元官を復す。
  - 7月：沔州の官員がモンゴルの使者を殺害する。
  - 8月6日：モンゴル軍が大散関を越えて鳳州を破り、興元府に至って劫掠する。
  - 9月3日：臨安にて大火が発生。太廟と多数の官庁が焼失される。
  - 10月：モンゴル軍が金の攻略のため漢中を経由した後、河南へ進攻する。
- 紹定5年
  - 正月11日：史嵩之が京湖安撫制置使に任ぜられ、襄陽に鎮守する。
  - 正月21日：太廟が復元される。
  - 8月26日：玉牒殿が建てられ、歴代の玉牒を奉安する。
- 紹定6年
  - 7月：孟珙が鄧州の馬蹬山に駐屯した金軍を迎撃して大破する。
  - 8月：南宋とモンゴルが金を挟撃することに約する。
  - 9月：金がモンゴルに対抗する同盟を求めたが、南宋はこれを拒否する。
  - 10月：孟珙の率いる宋軍が河南へ北上。モンゴル軍と合流した後、金の蔡州を包囲する。
  - 10月24日：宰相の史弥遠が死去。
  - 11月6日：翌年より「端平」へ踰年改元の詔が下る。

## 他の王朝
- モンゴル帝国 - 太祖チンギス・カンの23年（トルイ監国元年） - 太宗オゴデイの5年